# Parapronocephalum petasatum
Parapronocephalum petasatum är en plattmaskart. Parapronocephalum petasatum ingår i släktet Parapronocephalum och familjen Pronocephalidae. Inga underarter finns listade i Catalogue of Life.